# Людвінув (Воломінський повіт)
Людвінув (пол. Ludwinów) — село в Польщі, у гміні Домбрувка Воломінського повіту Мазовецького воєводства.
Населення — 248 осіб (2011).
У 1975-1998 роках село належало до Остроленцького воєводства.

## Демографія
Демографічна структура станом на 31 березня 2011 року:
|          | Загалом | Допрацездатний вік | Працездатний вік | Постпрацездатний вік |
| -------- | ------- | ------------------ | ---------------- | -------------------- |
| Чоловіки | 124     | 29                 | 82               | 13                   |
| Жінки    | 124     | 29                 | 75               | 20                   |
| Разом    | 248     | 58                 | 157              | 33                   |